# 안타나나리보주

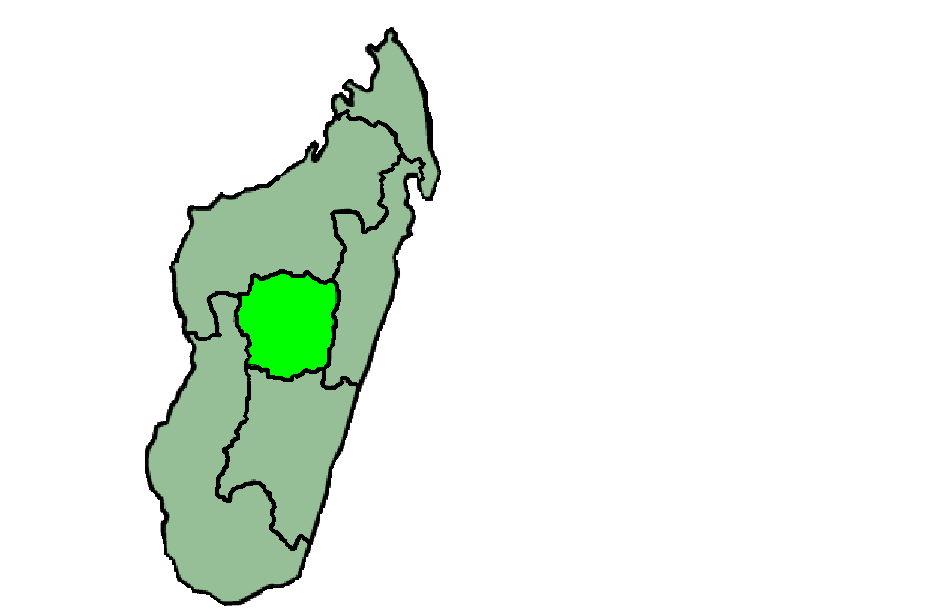
안타나나리보주

안타나나리보주(Antananarivo)는 마다가스카르의 주로, 주도는 안타나나리보이며 면적은 58,283km2, 인구는 5,370,900명이다. 마다가스카르에서 유일하게 육지에 둘러싸인 주이며 북쪽으로는 마하장가주, 동쪽으로는 토아마시나주, 남쪽으로는 피아나란초아주, 서쪽으로는 톨리아라주와 인접해 있다.

## 행정 구역
| 1. 암바톨람피 (Ambatolampy) 2. 암보히드라트리모 (Ambohidratrimo) 3. 안드라마시나 (Andramasina) 4. 안조조로베 (Anjozorobe) 5. 안카조베 (Ankazobe) 6. 안타나나리보아치몬드라노 (Antananarivo-Atsimondrano) 7. 안타나나리보아바라드라노 (Antananarivo-Avaradrano) 8. 안타나나리보레니보히트라 (Antananarivo-Renivohitra) 9. 안타니포치 (Antanifotsy) 10. 안치라베 교외 구 (Antsirabe Rural) 11. 안치라베 (Antsirabe Urban) 12. 아리보니마모 (Arivonimamo) 13. 베타포 (Betafo) 14. 파라치호 (Faratsiho) 15. 페노아리보베 (Fenoarivobe) 16. 만자칸드리아나 (Manjakandriana) 17. 미아리나리보 (Miarinarivo) 18. 소아비난드라아나 (Soavinandriana) 19. 치로아노만디디 (Tsiroanomandidy) |